# Albrecht V. Göler von Ravensburg

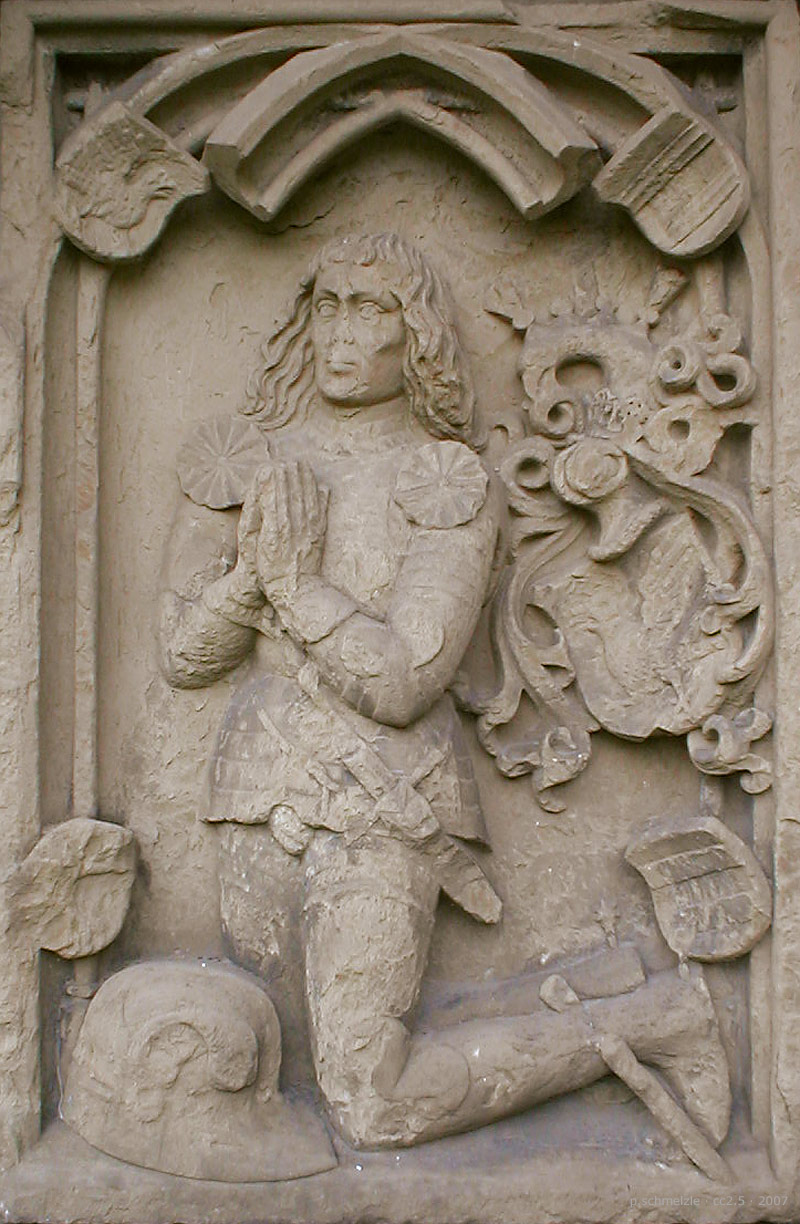
Grabmal von Albrecht V. Göler von Ravensburg

Albrecht V. Göler von Ravensburg (* 1444; † 12. November 1503) stammt aus der Familie Göler von Ravensburg, einem alten Kraichgauer Adelsgeschlecht, das der Schwäbischen Reichsritterschaft angehörte und deren Stammsitz, die Ravensburg, bei Sulzfeld in Baden-Württemberg liegt. Er wurde 1488 Vogt in Kreuznach.

## Familie
Albrecht V. war der Sohn des Martin Göler von Ravensburg (1408–1465), ehemaliger Domherr zu Speyer, und der Anna von Hirschberg. Sein Bruder war Georg I. Göler von Ravensburg, Vogt in Bretten. Im Jahr 1472 heiratete Albrecht Kunigunde von Rammung, die Erbin von Daisbach. Aus dieser Ehe entstammte der einzige Sohn Albrecht VI. Göler von Ravensburg. In zweiter Ehe heiratete Albrecht V. im Jahr 1474 Katharina von Rammung und kam nach dem Tod seiner Frau 1497 in den Besitz von Daudenzell.

## Leben
Im Jahr 1462 kämpfte Albrecht V. in der Schlacht bei Seckenheim auf der Seite des besiegten Herzogs Ulrich V. von Württemberg. Sein Bruder Georg I. kämpfte auf der Seite des siegreichen Kurfürsten Friedrich I. von der Pfalz. Albrecht wurde in pfälzischer Gefangenschaft gehalten, bis er nach zwei Jahren ein hohes Lösegeld bezahlte. Trotz diesen Ereignissen wurde Albrecht von Kurfürst Philipp, dem Nachfolger Friedrich I., 1488 als Vogt in Kreuznach eingesetzt.
Im Jahr 1486 erbauten Albrecht V. und sein Bruder Georg I. eine Kapelle am Fuß der Ravensburg bei der Seemühle.
Als Mitglied in der Rittergesellschaft mit dem Esel nahm er beim Turnier in Worms 1487 teil.
Albrecht V. Göler von Ravensburg wird am 27. Oktober 1495, neben Domkapitular Johann Kranich von Kirchheim († 1534), als Mitbesitzer des Retscherhauses in Speyer genannt, das sie an diesem Tag an die Stadt verkauften.
Seine Grabplatte befindet sich an der evangelischen Kirche in Sulzfeld: Sie zeigt im Hochrelief einen knienden, barhäuptigen Ritter in Rüstung mit betend erhobenen Händen.
Er war der Onkel des Speyerer Domherrn David Göler von Ravensburg (1463–1539) und der Rosenthaler Äbtissin Barbara Göler von Ravensburg († 1535).